# 編纂
編纂（編さん、へんさん）とは、図書館情報学において、著作の定義に用いる用語の一つである。多くの文献を集め、それに基づいて、新しく記述した書物に関して用いる用語であり、著作者の年譜や著作目録の作成などに用いる。
既発表の著作を配列したもの（文庫本で短編小説集を作るなど）は、編集と呼んで、編纂と区別する。
図書目録作成時には、編纂者は著者と同様に標目を立てるが、編集者は著者標目には立てないのが原則である。